# Skottdramat vid Heath High School
Skottdramat vid Heath High School (engelska: Heath High School shooting) inträffade vid Heath High School i West Paducah i Kentucky i USA den 1 december 1997. Den då 14-årige Michael Carneal öppnade eld mot en grupp elever ur en bönegrupp, dödade tre och skadade ytterligare fem. Enligt Benjamin Strong, medlem av bönegruppen, lade gärningsmannen själv ner sitt vapen efter dådet.
I hans skåp hittades ett exemplar av Stephen King-boken Raseri. Efter skottdramat begärde Stephen King själv att boken skulle sluta tryckas.

### Fotnoter
1. ↑  ”Going Postal: Making a Film About Mass Murderers” (på engelska). The Telegraph. 13 maj 2009. http://www.telegraph.co.uk/culture/tvandradio/5319718/Going-Postal-making-a-film-about-mass-murderers.html. Läst 22 maj 2015.
2. ↑  William Glaberson (25 juli 2000). ”When Grief Wanted a Hero, Truth Didn't Get in the Way” (på engelska). New York Times. http://www.nytimes.com/2000/07/25/us/when-grief-wanted-a-hero-truth-didn-t-get-in-the-way.html. Läst 22 maj 2015.
3. ↑  ”Stephen King: Why the US Must Introduce Limited Gun Controls” (på engelska). The Telegraph. 1 februari 2013. http://www.theguardian.com/books/2013/feb/01/stephen-king-pulled-book-gun-controls. Läst 22 maj 2015.